# Луковский, Игорь Владимирович
Игорь Владимирович Луко́вский (1909—1979) — советский сценарист, драматург, писатель.

## Биография
И. В. Луковский родился 26 апреля (9 мая) 1909 года (по другим данным 1900 года) в Екатеринославе в семье землемера. Среднее образование получил в Крыму. В 1925—1928 годах учился в Одесском кинотехникуме на курсах «Кинорабмол». Литературную деятельность начал в 1925 году. Тогда же были опубликованы его первые стихи и рассказы.
В 1932 году переехал в Ленинград, где некоторое время публиковался в периодической печати. В 1937 году дебютировал как драматург с исторической пьесой «Емельян Пугачёв» (постановка ЛенТЮЗа). В дальнейшем написал свыше 50 пьес (преимущественно одноактных), либретто оперы «Три встречи» (1942) и оперетты «Роза ветров» (1946).
Участник Великой Отечественной войны. Входил в состав так называемой «писательской бригады», сформированной в Ленинграде при штабе Северо-западного фронта по указанию К. Е. Ворошилова и А. А. Жданова.
С 1929 года работал в кино. Большинство сценариев были посвящены историко-революционной и военной тематике. Наиболее известной работой стал сценарий фильма «Адмирал Нахимов» (1946) по мотивам собственной пьесы 1939 года. За него Луковский удостоился Сталинской премии первой степени. Впоследствии им был также выпущен одноимённый исторический роман.
Кроме того, выступил автором ряда научно-фантастических произведений, в том числе пьесы «Тайна вечной ночи» (1948) и сценария одноимённого фильма 1956 года, пьес «Гибель дракона» (1949) и «Была ли Атлантида?» (1962).
Член Союза писателей СССР.
И. В. Луковский скончался 26 ноября 1979 года. Похоронен на Даниловском кладбище, участок 14.

## Фильмография
- 1929 — Триумфатор
- 1933 — Восстание камней
- 1939 — Огненные годы (совместно с С. Ф. Навроцким)
- 1945 — Зигмунд Колосовский
- 1946 — Адмирал Нахимов
- 1955 — Костёр бессмертия (совместно с А. А. Народицким)
- 1956 — Тайна вечной ночи
- 1957 — Крутые ступени (совместно с В. Н. Золотаревским)
- 1958 — Первый экзамен
- 1958 — Киевлянка
- 1960 — Наследники
- 1960 — Операция «Кобра» (совместно с В. Акишиным)
- 1965 — Решающий шаг
- 1966 — Тайна пещеры Каниюта
- 1966 — Смерть ростовщика (совместно с Т. М. Сабировым и К. Яшеном)
- 1966 — Их знали только в лицо
- 1967 — Измена (совместно с Т. М. Сабировым и Д. Икрами)
- 1967 — Генерал Рахимов (совместно с З. З. Сабитовым и К. Яшеном)
- 1969 — Разоблачение (совместно с М. Миршакаром)
- 1969 — Он был не один (совместно с З. З. Сабитовым)
- 1972 — Ураган в долине
- 1974 — Кто был ничем...
- 1975 — Тот станет всем...

## Пьесы
- Емельян Пугачёв (1937)
- Сказка о красной книжке (1938)
- Войска прибывают утром (1938)
- Адмирал Нахимов (1939)
- Три встречи (1942) — либретто
- Чума (1943)
- Битва при Грюнвальде (1944)
- Байдарские ворота (1945)
- Дело № 79 (1945)
- Охота на тигра (Никто не убежит) (1945)
- Человек, опередивший время (1945)
- Закон звезды (1946)
- Роза ветров (1946) — либретто
- Когда остановится поезд (1946)
- Тайна вечной ночи (1948)
- Гибель дракона (1949)
- Вторая граница (1950)
- Маленький винтик (1950)
- Поезд идёт дальше (1950)
- Мыс предупреждения (1950)
- Орёл серебристой пустыни (1951)
- Верность (1952)
- Грозный день (1952)
- Она уехала (1952)
- Тройной узел (1952)
- Стечение обстоятельств (1953)
- Крутые ступени (1953) (совместно с Павлом Гельбаком)
- Она меняет адрес (перевод)
- Баранчук проснулся (1954)
- Бесхвостный чёрт (1954)
- Марат (1954)
- Хорошая знакомая (1954)
- Честное слово (1954)
- Микаэл Налбандян (перевод)
- Московская юность (1955)
- Свет будет гореть! (1955)
- Случай на кордоне (1956)
- Перед зарёй (1958)
- Лицо и маска (1958) (сценическая обработка)
- Разбитые сердца (1959)
- Медаль в комоде (1960)
- Была ли Атлантида? (1962)
- Семь кур и человек (1962)
- Лучший домик в посёлке (1963)
- День на кончике ножа (1965)
- Тётя Соня из Херсона (1966)
- Господа и товарищи (1968)
- Есть такая партия! (1969)
- Свыше сил человеческих (1975)
- Председатель Центробалта (1979)

## Произведения
- Чёрная тень. — М.: Молодая гвардия, 1931. (сборник)
- Попробуйте опровергнуть! — М.: МОПР, 1932. — 44 с. (рассказы)
- Маски сорваны. — М.: ОГИЗ, 1933. — 40 с. (новеллы)
- Капитан С. — Крым.: Крымгиз, 1933.
- Боевые дела сержанта Ивана Прошкина. — Л.: Воениздат, 1941. — 20 с.
- Город Ленина врагу не отдадим. — Л.: Воениздат, 1941. — 20 с.
- Соколиное племя. — Л.: Политуправление Ленинградского фронта, 1941. — 24 с. (очерки о лётчиках Ленинградского фронта)
- Александр Невский. — Л.: Воениздат, 1942. — 48 с. (серия «Наши великие предки»)
- Адмирал Нахимов. Историческая повесть. — М.: Военно-морское издательство, 1951. — 144 с.
- На страже безопасности. Сборник одноактных пьес. — М.: Искусство, 1959. — 160 с.

## Награды и премии
- Сталинская премия первой степени (1947) — за сценарий фильма «Адмирал Нахимов» (1946)